# Katalanism
Katalansk nationalism (ofta förkortat som katalanism) är den nationalistiska ideologin som hävdar att det katalanska folket utgör en nation. Ideologin främjar den kulturella samhörigheten mellan katalaner.
I Katalonien är den katalanska identiteten minst lika stark som den spanska. Detta har på senare år lett till stora problem i relationerna mellan Katalonien (där regionstyre och en befolkningsmajoritet ser sig som en nation) och den spanska centralregeringen (som försöker hålla samman landet).
Efter 1978 etablerades Katalonien som en självstyrande spansk region, och olika stöd infördes för att befrämja det katalanska språket. 2008 års finanskris och Spaniens samtidiga ovilja att ratificera den uppdaterade katalanska regionförfattningen har under 2010-talet lett till en ökad politisk spricka mellan Madrid och Barcelona. Ur katalanismen har en stark rörelse (independentisme) för ett självständigt Katalonien vuxit fram, manifesterat via regionala valkampanjer, nationaldagsdemonstrationer och sedan hösten 2015 av en majoritet i Kataloniens parlament.

## Varianter
Katalanismen var i mitten av 2010-talet en rörelse med brett politiskt stöd och representerad av många olika katalanska partier. Det omfattas i varierande grad av det stora borgerliga partiet CiU, liksom av vänsterpartierna ERC och CUP, det socialistiska PSC samt det gröna partiet ICV.
Vissa partier, inklusive CiU, ERC och CUP, anammade en nationalism som innefattar alla delar av de Katalanska länderna. I flera av dessa till stor del katalanskspråkiga områden finns egna nationalistiska partier.
Den katalanska nationalismen – och tanken på ett självständigt Katalonien – fick också näring ur en spansk miljö där de regionala språken inte anses "spanska". Ett exempel är Eurovision Song Contest, där Spanien ställt upp som tävlande nation alla år från och med 1961. Av de (till och med 2015) totalt 55 tävlingsbidragen hade 55 framförts med text på spanska, 0 med text på något av de andra språken i Spanien. 1968 års utvalda spanska sångare Joan Manuel Serrat vägrade sjunga på något annat språk än katalanska, varvid han helt sonika byttes ut mot den spansksjungande Massiel.
På 2010-talet var det en vanlig åsikt bland spansktalande spanjorer att spanska var det enda tänkbara språket som representant för Spanien internationellt, och i vissa läger sågs de regionala språken som politiska verktyg mot Spaniens enhet. På Wikipedia fanns artikeln katalaner i mars 2019 på 50 olika språkversioner – dock ej på den spanskspråkiga upplagan.

## Historik

### Historisk bakgrund
Den katalanska nationella identiteten baserar sig på tidigare sekler katalanskspråkiga kultur. Under senmedeltiden var Aragonien ett självständigt land med besittning i stora delar av Medelhavsområdet. De kustområden i östra delen av Iberiska halvön som tillhörde den aragonska kronan (Valenciaregionen och Katalonien) – plus Balearerna – hade katalansk befolkningsmajoritet, och under ett antal sekler var katalanskan både modersmål och kommunikationsspråk inom ett omfattande område. Vid denna tid var skillnaderna mellan occitanska och katalanska relativt små, vilket underlättade kommunikationen även över gränserna norrut. Själva Katalonien hade fram till 1400-talet visst självstyre under den aragonska kronan.

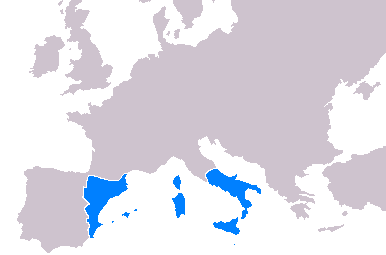
1400-talets utbredning av Aragoniens territorium (i blått), med till stor del katalansk kultur och språk.

Efter mitten av 1300-talet inleddes en nedgång. Digerdöden drabbade Katalonien hårt, med en folkminskning från 500 000 till 200 000. Detta ledde, i kombination med problemen att kontrollera/försörja ett flertal utländska besittningar, till ekonomiska problem och oroligheter i regionen.
Den aragonske kungen som avled 1410 saknade arvingar, och detta ledde till att en kastiliansk kungaätt kom att etableras även på den aragonska tronen, genom Ferdinand I av Aragonien. Dennes sonson (Ferdinand II av Aragonien) skulle ett halvsekel senare, genom giftermål, lägga grunden till Spanien som statsbildning, varefter Katalonien och katalanskan förvandlades från statsbärande kultur till en regional och successivt alltmer marginaliserad landsända. Att Katalonien efter Christofer Columbus upptäckt av Amerika plötsligt befann sig på fel sida av Iberiska halvön underlättade inte det hela.
Fram till spanska tronföljdskriget slut (se Kataloniens historia) fortsatte Katalonien dock att njuta ett visst självstyre med egna domstolar (Les Corts). 1716 etablerade dock spanska staten centralstyre, och katalanskan och katalansk kultur hamnade fram till slutet av 1800-talet på undantag.

### 1800-talet
Katalansk nationalism kan sägas ha inletts som en politisk filosofi i ljuset av de misslyckade försöken att etablera en federal stat i Spanien under den första republiken. Valentí Almirall i Llozer, och andra intellektuella som deltog i den här processen, etablerade under 1800-talet en ny politisk ideologi som syftade till att både återskapa det regionala självstyre och erhålla erkännande åt det katalanska språket. De här kraven sammanfattades 1892 i de så kallade Bases de Manresa.
Till en början vann den här ideologin mycket lite gensvar. Efter det spansk-amerikanska kriget, där USA invaderade och annekterade de kvarvarande spanska kolonierna, växte dock stödet för den här tidiga varianten av katalanism. Den gynnades av Spaniens försvagade internationella ställning efter kriget och förlusten av de två stora marknaderna för katalansk exportindustri (Kuba och Puerto Rico).

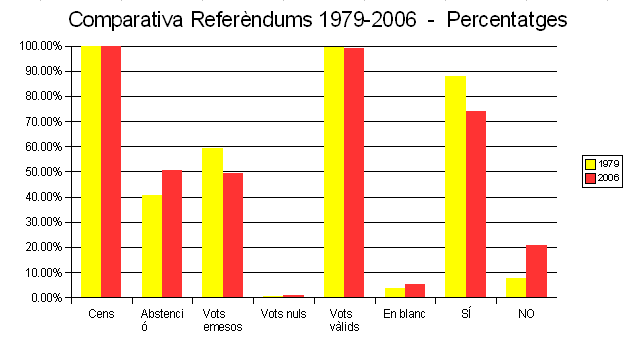
2006 arrangerades en folkomröstning om utökat katalanskt självstyre, där 3/4 röstade för. Vid motsvarande omröstning 1979 (gula staplar) röstade knappt 90 procent för katalanskt självstyre.

### 1900-talet
Under tidigt 1900-tal etablerades vid flera tillfällen katalanskt självstyre. 1914–25 existerade det Katalanska samväldet (Mancomunitat de Catalunya; förste ordförande var Enric Prat de la Riba), en sammanslutning av de fyra katalanska provinserna som bland annat främjade den Pompeu Fabras standardisering av det katalanska skriftspråket. 1931–39, under den andra spanska republiken, återupprättades det katalanska självstyret, och den regionala regeringen återtog samtidigt sitt medeltida namn Generalitat de Catalunya ("Kataloniens generalständer").
Efter spanska inbördeskriget och nästan 40 år av hårt Franco-styre, återfick Spanien i slutet av 1970-talet demokratiska institutioner. Det nya Spanien etablerade ett federalt styre med självstyrande regioner, och Katalonien var en av regionerna (tillsammans med Baskien) där den lokala nationalismen kom att spela störst roll för regionens utveckling. I Katalonien etablerades katalanska som dominerande skolspråk, vid sidan av en mängd katalanska kulturinstitutioner. De lokala ledarna drev en medvetet nationalistisk linje.
Under främst 1970-talet drabbades Katalonien, i likhet med Baskien (ETA), också av politisk terrorism. EPOCA (L'Exèrcit Popular Català, 'Katalanska folkarmén') verkade bara under fyra års tid (1976–80), och efterföljaren Terra Lliure ('Fritt Land') upplöstes slutligen 1995.
I den spanska författningen från 1978 etablerades begreppet "historisk nation", som ett erkännande av de olika delarna av Spanien som genom historien präglats av ett eget språk och en egen kultur. Katalonien, en av dessa "historiska nationer", har vid sidan av Baskien varit mest aktiv i att hävda denna "nationalitet" även i nutid. Strävandena i Katalonien mot större självstyre har lett till motstånd från den spanska centralregeringen, vilket lett till en växande katalansk självständighetsrörelse.

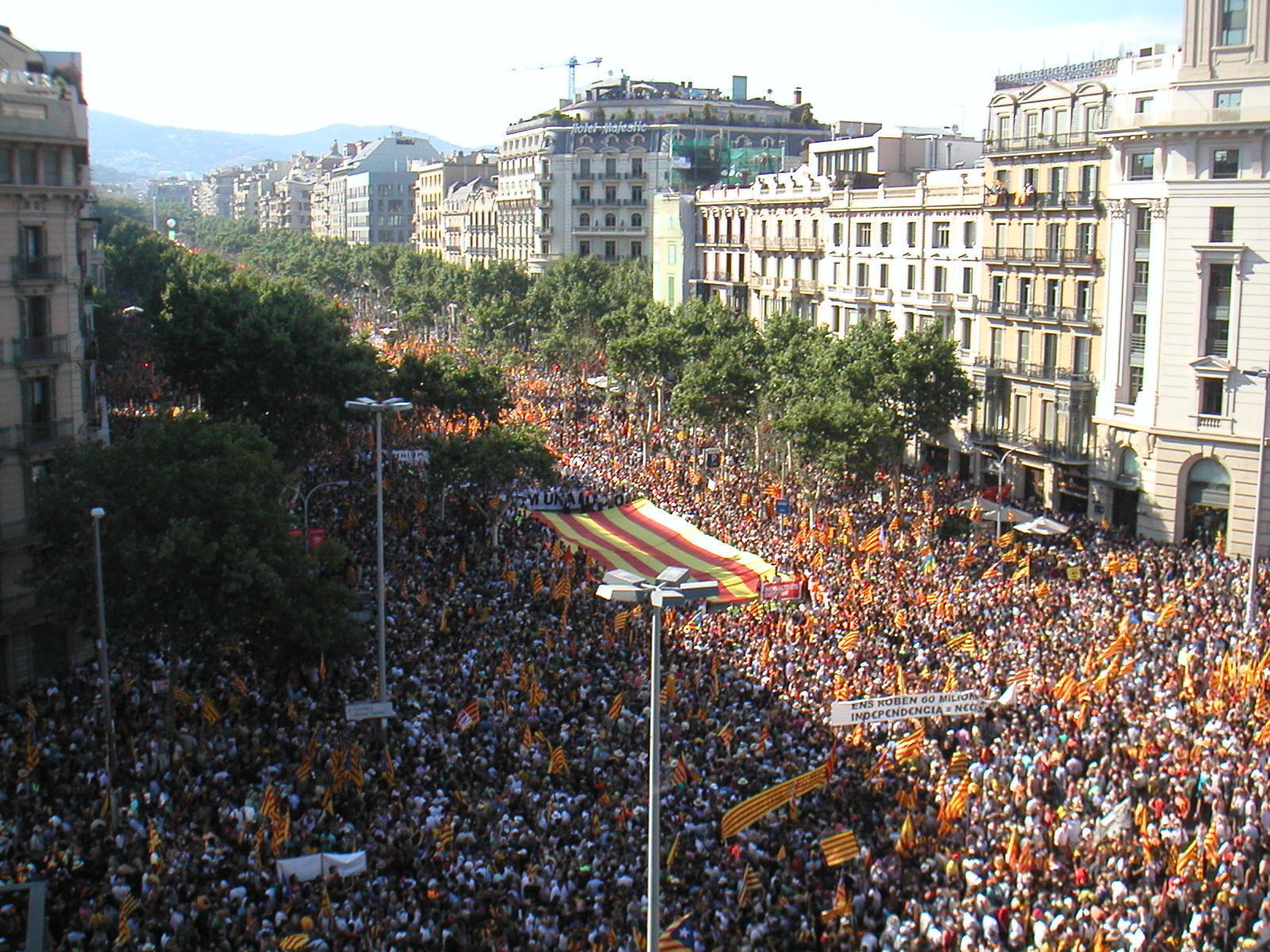
Del av 2010 års massdemonstration den 10 juli i Barcelona, mot den spanska författningsdomstolen och dess "anti-katalanska" beslut.

### 2000-talet
Den socialistiska spanska regeringen och ett lojalt parlament godkände 2006 utökat självstyre för Katalonien. Spaniens författningsdomstol vägrade att godkänna lagtexten som sådan och stadfäste senare en "urvattnad" version, något som försvårat samarbetet mellan Barcelona och Madrid och ökade på den katalanska nationalismen.
Författningsdomstolens ovanstående vägran kopplades senare till en Partido Popular-regering som sedan tillträdet 2011 ofta ägnat sig åt en konservativ och ofta prospansk retorik. Detta har i sin tur bidragit till radikaliseringen hos de katalanistiska företrädarna, där samarbetsproblemen gentemot centralregeringen i Madrid lett till allt fler självsvåldiga beslut. Denna utveckling förutspåddes av vissa bedömare inom landets gränser redan i början av 2000-talet. Även representanter för Kataloniens näringsliv (med konsumenter både inom och utom Katalonien och därför starkt beroende av goda relationer mellan Katalonien och övriga Spanien) har uppmanat Spaniens regering att inleda samtal för lösa tvisterna och förhindra en ytterligare radikalisering.
På Kataloniens nationaldag 11 september 2012 demonstrerade cirka en miljon människor i centrala Barcelona, med krav på Kataloniens självständighet från Spanien.
11 september 2013 bildades en 480 kilometer lång mänsklig kedja (Katalanska vägen). Den sträckte sig genom hela Katalonien, med tanken att symbolisera Kataloniens enighet och det förnyade kravet på självständighet.

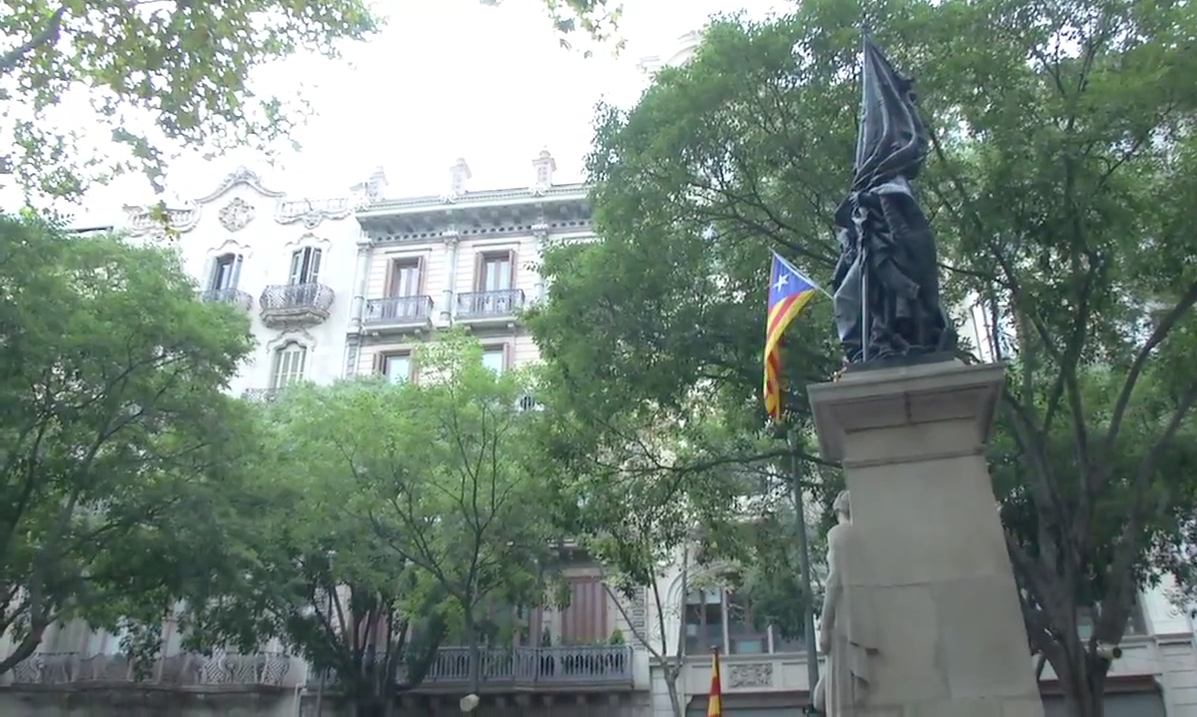
Den separatistiska esteladan förekommer numera ibland även vid officiella ceremonier, som här under kransnedläggningarna på Kataloniens nationaldag 2015. Den officiella regionflaggan skymtar i bildens nederkant.

### 2015 och 2016
Även fortsatt har den spanska regeringen och det katalanska regionstyret befunnit sig på kollisionskurs vad gäller Kataloniens status. 24 februari 2015 beslöt det katalanska regionstyret att tillsätta en Comissionat per a la Transició Nacional ('Kommissarie för den nationella övergången'). Uppgiften för denna enhet skulle vara att identifiera problemen vid en planerad (åtminstone ur det aktuella regionstyrets perspektiv), möjlig övergång från Spanien till ett självständigt Katalonien. Den spanska regeringen begärde den 26 juni samma år att landets författningsdomstol skulle fatta beslut om att olagligförklara det här kommissariatet.
Vid 2015 års spanska kommunalval (maj) gick det ledande katalanska nationalistpartiet Convergència i Unió kraftigt tillbaka i de flesta församlingarna. Däremot stärkte övriga prokatalanska partier sina positioner, och enligt bedömare nådde "katalanistiska" partier en röstmajoritet i Kataloniens olika kommunförsamlingar. CiU:s regionstyre uttalade sig samtidigt för att låta september månads katalanska regionval regionförsamlingen kopplas till en folkomröstning om självständighet för Katalonien. Detta innebar dock en avgörande spricka inom partifederationen CiU, där UDC-delen av federationen efter en intern omröstning (med 51 procents majoritet) bestämde sig för att motsätta sig den här starkt formulerade politiken i riktning mot full katalansk självständighet.
Därefter beslöt CiU att tills vidare upplösa sin federation, vilket även innebar diskussioner om en ombildning av den katalanska regionregeringen.
Vid 2015 års katalanska nationaldag arrangerades för fjärde året i rad massmanifestationer (av organisationer som Òmnium Cultural och ANC) i och kring Barcelona. Under den officiella krans- och blomsternedläggningen vid Rafael Casanova-monumentet syntes både den officiella katalanska regionflaggan och den separatistiska esteladan.
Vid valen till Kataloniens parlament 27 september 2015 kom en majoritet av självständighetsivrare (Junts pel Sí + CUP) till makten. Parlamentet röstade 9 november igenom ett beslut om att inleda en process mot full och ensidigt utropad självständighet. Detta beslut olagligförklarades 2 december av Spaniens författningsdomstol. Samtidigt misslyckades parlamentet länge att utse en ny regionregering och regionpresident; detta är en följd av det osäkra majoritetsförhållandet i parlamentet där självständighetsivrande vänster- och högerpolitiker försöker samarbeta. En stor majoritet av parlamentet är dock för att försöka få till stånd en folkomröstning om katalansk självständighet/ökat självstyre, något den spanska centralregeringen vägrat gå med på. 11 januari 2016 valdes dock Gironas borgmästare Carles Puigdemont till ny regionpresident, efter att Artur Mas avsagt sig sin kandidatur och CUP valt att stödja den nye regeringsbildaren.

### Politiskt avgörande 2017
De skärpta motsättningarna mellan ett Partido Popular-styrt Spanien och ett till stora delar självständighetsivrande Katalonien ledde hösten 2017 till en akut konstitutionell kris och upphävande av regionens autonomi. Ett ensidigt utropande av regionens självständighet har inget stöd i vare sig autonomistatuterna eller Spaniens författning. Däremot har bristen på dialog mellan Barcelona och Madrid fördjupat den politiska sprickan. 
Misstron mellan de båda sidorna späddes på via hårda ord om fascister (beskyllning mot Spaniens enhetsförespråkare) och nazister (dito mot självständighetsivrarna och deras välarrangerade massmöten). I Katalonien såg man Spaniens åtgärder som ett medel för att stuka och förminska regionens katalanska karaktär, medan man från centralt spanskt håll inte begripit sig på behovet av denna karaktär. Ett av katalanska TV3:s mest populära program har sedan starten varit satirprogrammet Polònia, som bygger mycket av sin slagkraft på denna ömsesidiga brist på förståelse.
Båda sidorna i konflikten har använt sig av populism i kampen om att väcka opinion och höja engagemanget för sin sak. De största partierna i både Katalonien och Spanien har varit inblandade i en mängd korruptionsavslöjanden (se Jordi Pujol och Partido Popular), vilket sargat det politiska systemet på båda håll med minoritetsstyren och svåra regeringsbildningar. Genom att lägga fokus mer på frågan om Kataloniens status har man kunna vinna mer stöd från respektive "hemmaopinion". Samtidigt har de olika partikopplingarna till olika korruptionshärvor försvagat rättmätigheten – i alla fall i omvärldens ögon – hos respektive sidas krav. Spaniens hantering av den katalanska självständighetsrörelsen (independentismen) ses också på många håll som både konfliktskapande och kontraproduktiv.
Maktskiftena i Spanien och regionen efter 2017 har lett till ett lite tätare samarbete mellan regionstyret och den spanska regeringen (nu styrd av PSOE). Missnöjet bland självständighetsivrarna i Katalonien kvarstår, men fängelsedomar och politiker i exil har påverkat engagemanget kring självständighetsprocessen och satt ett tak för regionpolitikernas politiska manöverutrymme.

## Mediesituationen

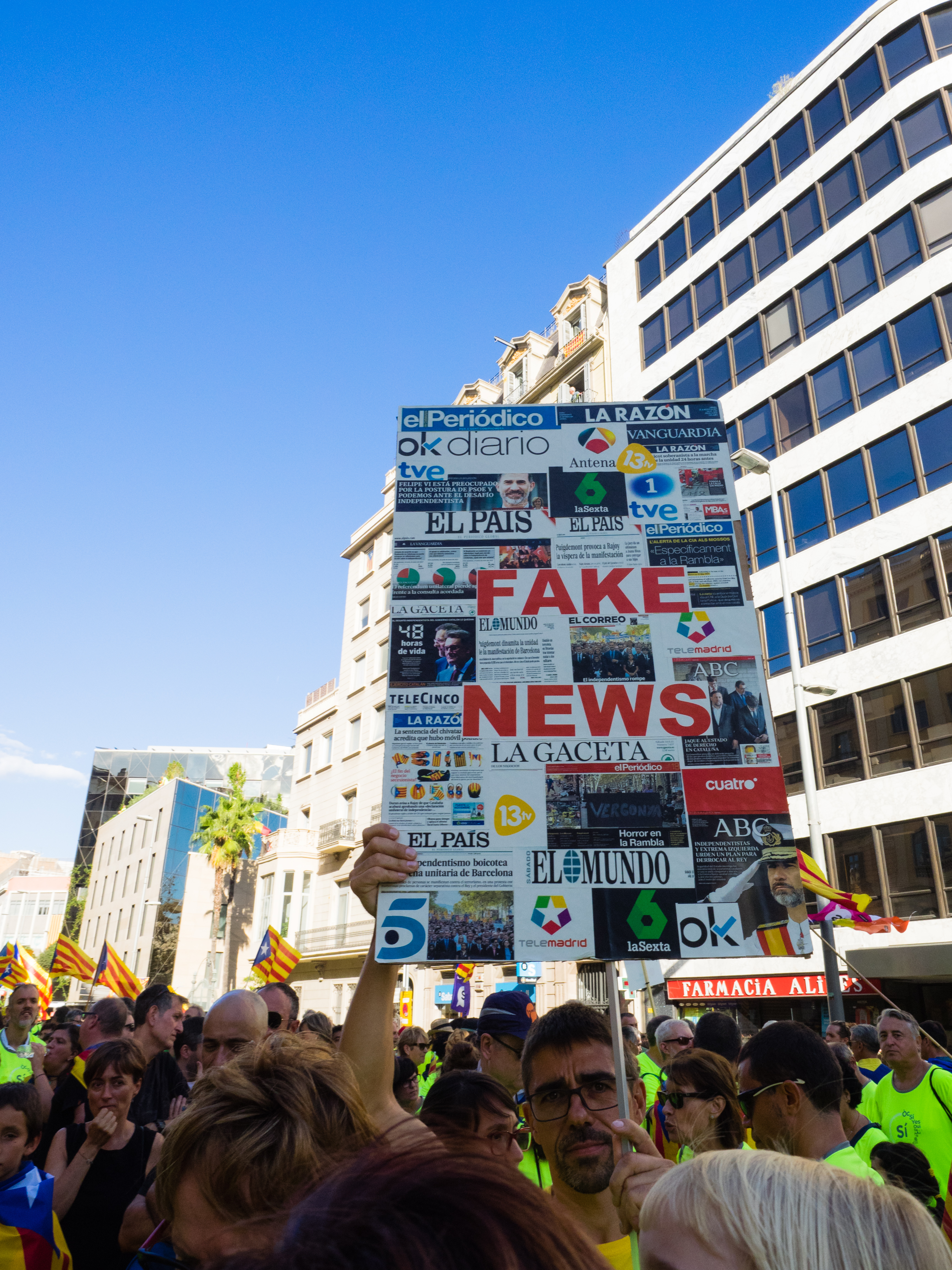
Från katalanistiskt håll anser man att bevakningen i spanskspråkiga medier – inklusive de i Katalonien hemmahörande El Periódico de Catalunya och La Vanguardia – är obalanserad.

I 2000-talets Katalonien har massmediesituationen befrämjat en radikalisering av den allmänna opinionen. Detta har dock inte främst skett via de etablerade medierna. TV3 och övriga katalanskspråkiga TV-kanaler har en minoritet av TV-tittarna i regionen, och situationen är snarlik i den tryckta pressen. Visserligen har de båda största dagstidningarna i Katalonien – La Vanguardia och El Periódico de Catalunya – numera även upplagor på katalanska (sedan 2011 respektive 1997). De katalanskspråkiga upplagorna är dock mindre än de spanskspråkiga.
Sedan 1990-talet har dock ett stort antal webbtidningar med ett ofta stort intresse för regionens politik etablerat sig i det katalanska språkområdet. Tillsammans har de kommit att få en stor spridning bland de katalanska Internetsurfarna. Ett antal av de äldsta webbtidningarna är också bland de mest spridda, inklusive Naciodigital.cat (grundad 1996, 3,1 miljoner unika besökare i september 2015) och Vilaweb.cat (grundad 1995, 2,3 miljoner). Webbupplagorna hos flera av senare års katalanska tidningsprojekt har också stor spridning på Internet (Aras Ara.cat hade samma månad 2,7 miljoner unika besökare, medan El Punt Avuis Elpuntavui.cat hade 1,2 miljoner). Stora läsarskaror har också webbtidningarna Elmon.cat (tidigare Elsingular.cat) och Directe.cat.
Dessa nya tidningar ger ofta separatistiska frågeställningar stort utrymme och bidrar till en politisering av det katalanska medielandskapet. El Periódico de Catalunya och La Vanguardia är dock mer traditionella i sin bevakning. Deras webbupplagor är också i en jämförelse relativt blygsamma, med den förstnämnda på 642 000 unika läsare och La Vanguardia (vars webbversion på katalanska är en betaltjänst) än längre ner på skalan.
Våren 2006 startade det politiska satirprogrammet Polònia i TV3. Programmet har därefter vecka efter vecka och år efter år presenterat de politiska konfliktzonerna utifrån en humoristisk och ofta katalanistisk synvinkel. Polònias popularitet har inte falnat med åren, och den hårdnande politiska konflikten mellan Spanien och Katalonien i mitten av 2010-talet har snarare ökat på tittarskarorna för programmet, som fortfarande 2018 är ett av de populäraste på TV3. Polònias fortsatta popularitet ses dock av vissa som ett sundhetstecken, eftersom den ger möjlighet till en skrattspegel och bidrar till att sätta de politiska händelserna i perspektiv.
Sedan 2005 finns toppdomänen .cat, avsedd för webbplatser relaterade till det katalanska språket och kulturen. Toppdomänen, som 2016 nått fler än 100 000 registrerade domännamn, används flitigt bland institutioner i Katalonien. Däremot är den lite använd i andra delar av de katalanska länderna, något som främst gör att den förknippas med själva Katalonien och dess identitet.